# 堅寶果汁
Jamba Juice是一間總部位於美國弗里斯科的餐館零售商。至2015年6月，在美國26個州以及加拿大、菲律宾、墨西哥、臺灣、韓國、泰国和阿拉伯联合酋长国超過875個分店。
2018年8月2日美國私募基金Roark Capital Group 旗下子公司Focus Brands以2億美元收購Jamba Juice。

## 外部連結
- 官方网站
- Jamba Juice台灣官網 （页面存档备份，存于）
- Jamba Juice日本官網 （页面存档备份，存于）
- Jamba Juice韩国官網 （页面存档备份，存于）